# 奥蒂瓦尔
奥蒂瓦尔，是西班牙安达卢西亚自治区格拉纳达省的一个市镇。总面积58平方公里，
2001年普查人口總數為1082人，人口密度為每平方公里19人。